# Orsamus B. Matteson

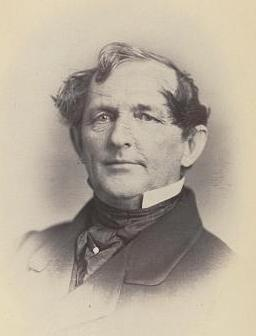
Orsamus B. Matteson

Orsamus Benajah Matteson (* 28. August 1805 in Verona, New York; † 22. Dezember 1889 in Utica, New York) war ein US-amerikanischer Jurist und Politiker. Zwischen 1849 und 1851 sowie zwischen 1853 und 1859 vertrat er den Bundesstaat New York im US-Repräsentantenhaus.

## Werdegang
Orsamus Matteson wurde ungefähr sieben Jahre vor dem Ausbruch des Britisch-Amerikanischen Krieges im Oneida County geboren. Er besuchte dort Gemeinschaftsschulen. Matteson studierte Jura in Utica. Nach dem Erhalt seiner Zulassung als Anwalt 1830 begann er dort zu praktizieren. In den Jahren 1834 und 1836 bekleidete er den Posten als City Attorney in Utica. Ferner war er State Supreme Court Commissioner.
Politisch gehörte er zu jener Zeit der Whig Party an. Bei den Kongresswahlen des Jahres 1846 kandidierte er erfolglos für den 30. Kongress. Er wurde 1846 im 20. Wahlbezirk von New York in das US-Repräsentantenhaus in Washington, D.C. gewählt, wo er am 4. März 1848 die Nachfolge von Timothy Jenkins antrat. Matteson erlitt bei seiner Wiederwahlkandidatur 1850 eine Niederlage und schied nach dem 3. März 1851 aus dem Kongress aus. Bei den Kongresswahlen des Jahres 1852 für den 33. Kongress wurde er im 20. Wahlbezirk von New York in das US-Repräsentantenhaus gewählt, wo er am 4. März 1853 die Nachfolge von Timothy Jenkins antrat. Er wurde zweimal in Folge wiedergewählt. Bei seiner Wahl in den 34. Kongress kandidierte er für die Opposition Party. Matteson trat am 27. Februar 1857 von seinem Sitz zurück, wurde allerdings als Republikaner in den 35. Kongress gewählt. Er schied nach dem 3. März 1859 aus dem Kongress aus. Während seiner Kongresszeit hatte er im 34. Kongress den Vorsitz über das Committee on District of Columbia. Ferner setzte er sich für eine Regelung für den Bau des St. Mary’s Falls Ship Canal.
Matteson ging dann Holzgeschäften nach, der Eisenherstellung und dem Erwerb von großen Landstrichen. Er verstarb am 22. Dezember 1889 in Utica und wurde dann auf dem Forest Hill Cemetery beigesetzt.